# Várkert Bazár
Várkert Bazár – neorenesansowy kompleks budowlano-parkowy, znajdujący się w Budapeszcie, w Budzie, na zboczu Wzgórza Zamkowego. Jest częścią wpisanego w 1987 roku na listę światowego dziedzictwa UNESCO obszaru obejmującego Wzgórze Zamkowe i panoramę nabrzeży Dunaju. 

## Historia
Na początku lat 70. XIX wieku narodził się pomysł budowy reprezentacyjnej budowli z założeniem ogrodowym u podnóża Wzgórza Zamkowego w Budapeszcie. Kompleks został zbudowany w latach 1875–1883 w stylu neorenesansowym według projektu architekta Miklósa Ybla jako zakończenie ogrodu miejskiego nad Dunajem.
Pierwotnie w podcieniach obecnych w budynkach kompleksu mieściły się sklepy, zaś później urządzono tam pracownie artystów. Od 1884 roku w jednej z tych pracowni działał węgierski rzeźbiarz Alajos Stróbl, twórca Fontanny Macieja na terenie budapeszteńskiego zamku Królewskiego. Obiekt został poważnie uszkodzony podczas II wojny światowej. Wieża na skraju placu została zniszczona, podobnie jak inne części kompleksu.
W latach 1961–1984 kompleks funkcjonował jako Budziński Park Młodzieżowy (węg. Budai Ifjúsági Park), w którym odbywały się liczne imprezy muzyczne i koncerty najsłynniejszych węgierskich zespołów popowych oraz rockowych. W 1984 roku Várkert Bazár został zamknięty z powodu złego stanu technicznego. W następnych latach mocno podupadł i nawet rozważano jego rozbiórkę. W 1996 roku trafił na listę 100 najbardziej zagrożonych zabytków świata.
19 października 2011 roku węgierski rząd podjął decyzję o odbudowie i restauracji kompleksu. Pierwsza faza odbudowy trwała do 3 kwietnia 2014 roku, a w ramach niej odnowione zostały historyczne budynki. Następnie odrestaurowano neorenesansowe ogrody. Całość prac zakończyła się pod koniec sierpnia 2014 roku, kiedy to kompleks został otwarty dla zwiedzających. Koszty inwestycji wyniosły 11 miliardów forintów (34,9 miliona euro) i zostały sfinansowane ze środków państwowych oraz z funduszy z Unii Europejskiej. Obecnie Várkert Bazár stanowi miejsce rozrywki, wypoczynku i wydarzeń kulturalnych. Mieści tereny wystawowe, neorenesansowy ogród kwiatowy, park i kino. Obiekt zapewnia również dostęp do zamku Królewskiego za sprawą schodów ruchomych.

## Galeria

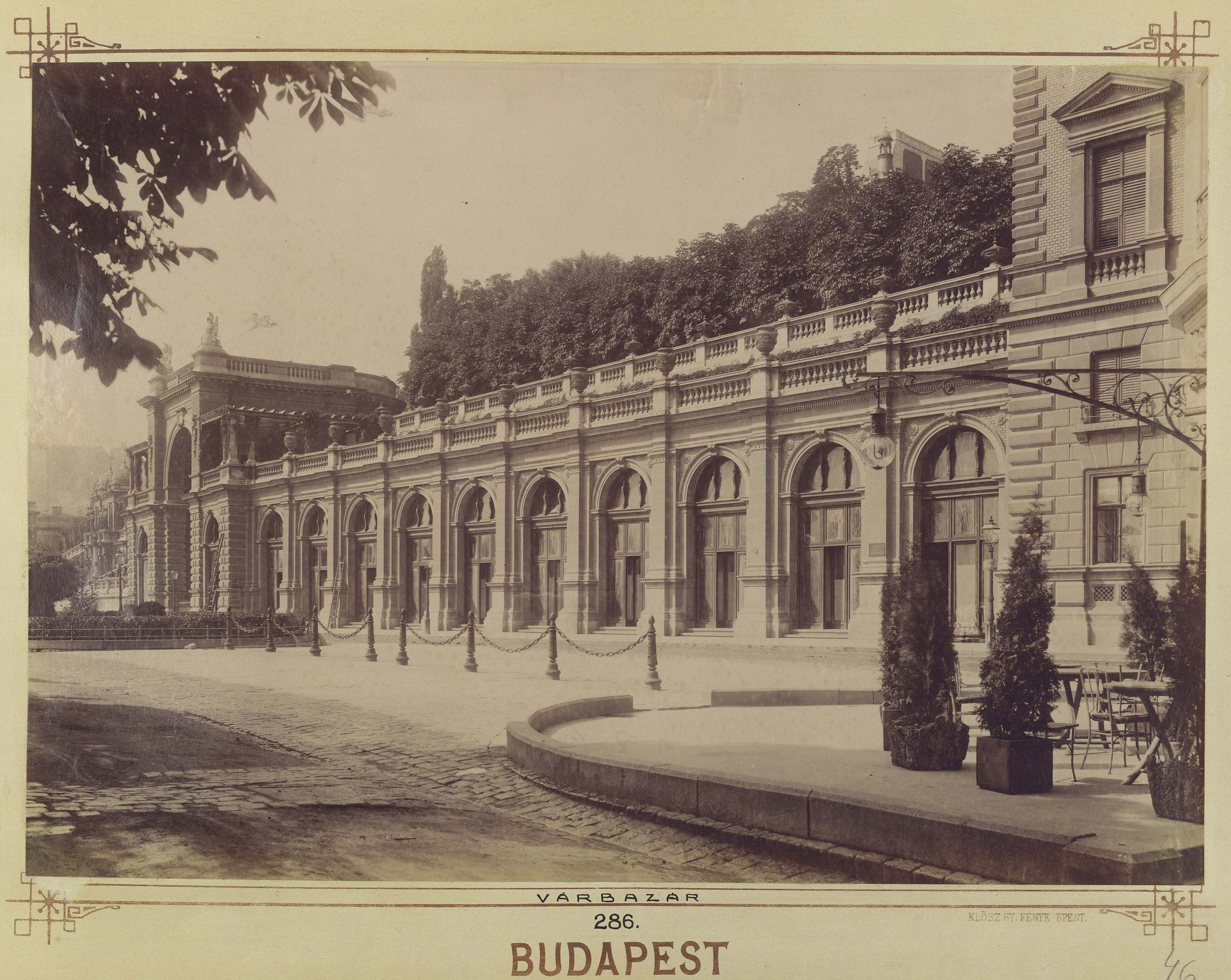
Jeden z obiektów kompleksu w 1900 roku
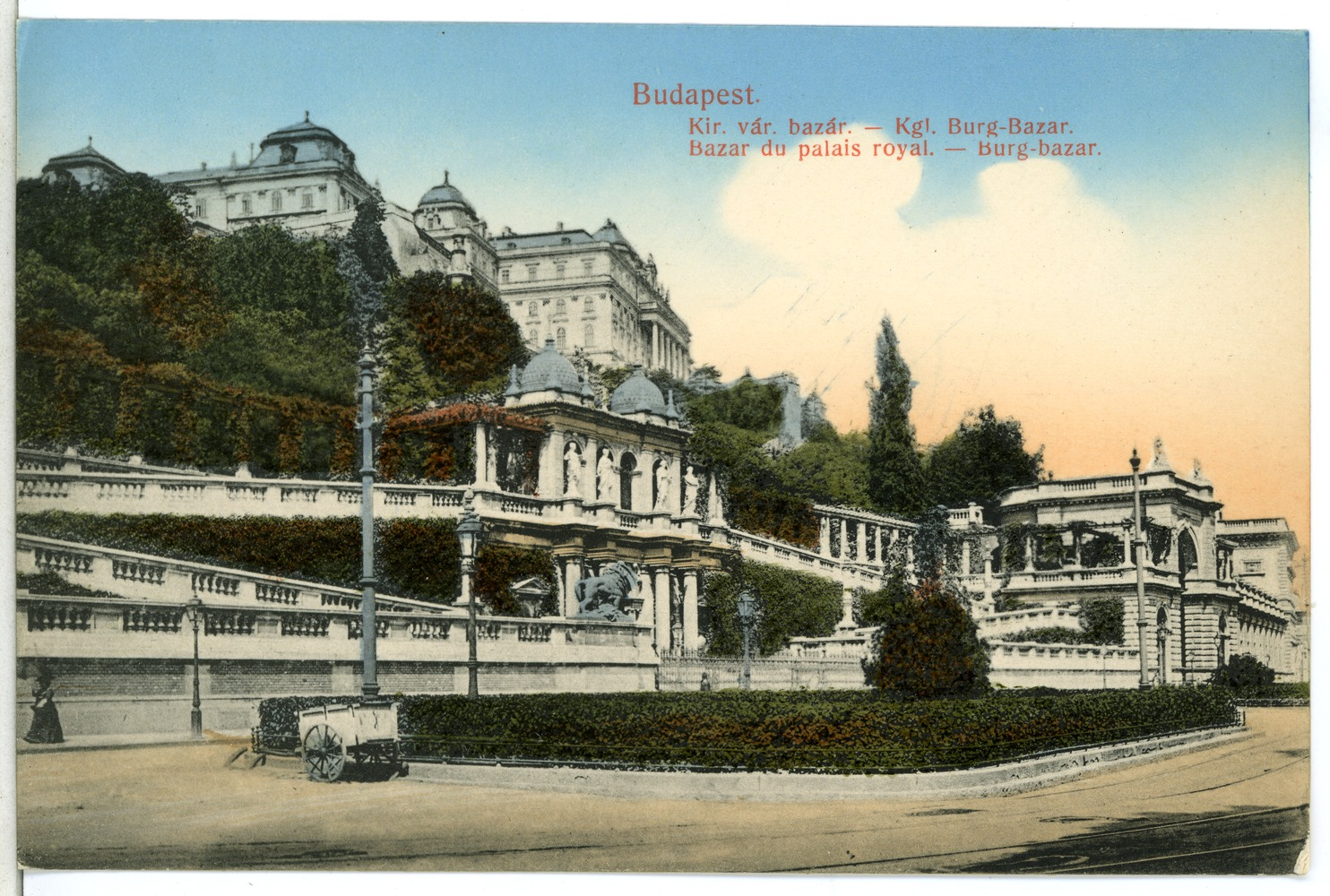
Kompleks na pocztówce z 1911 roku
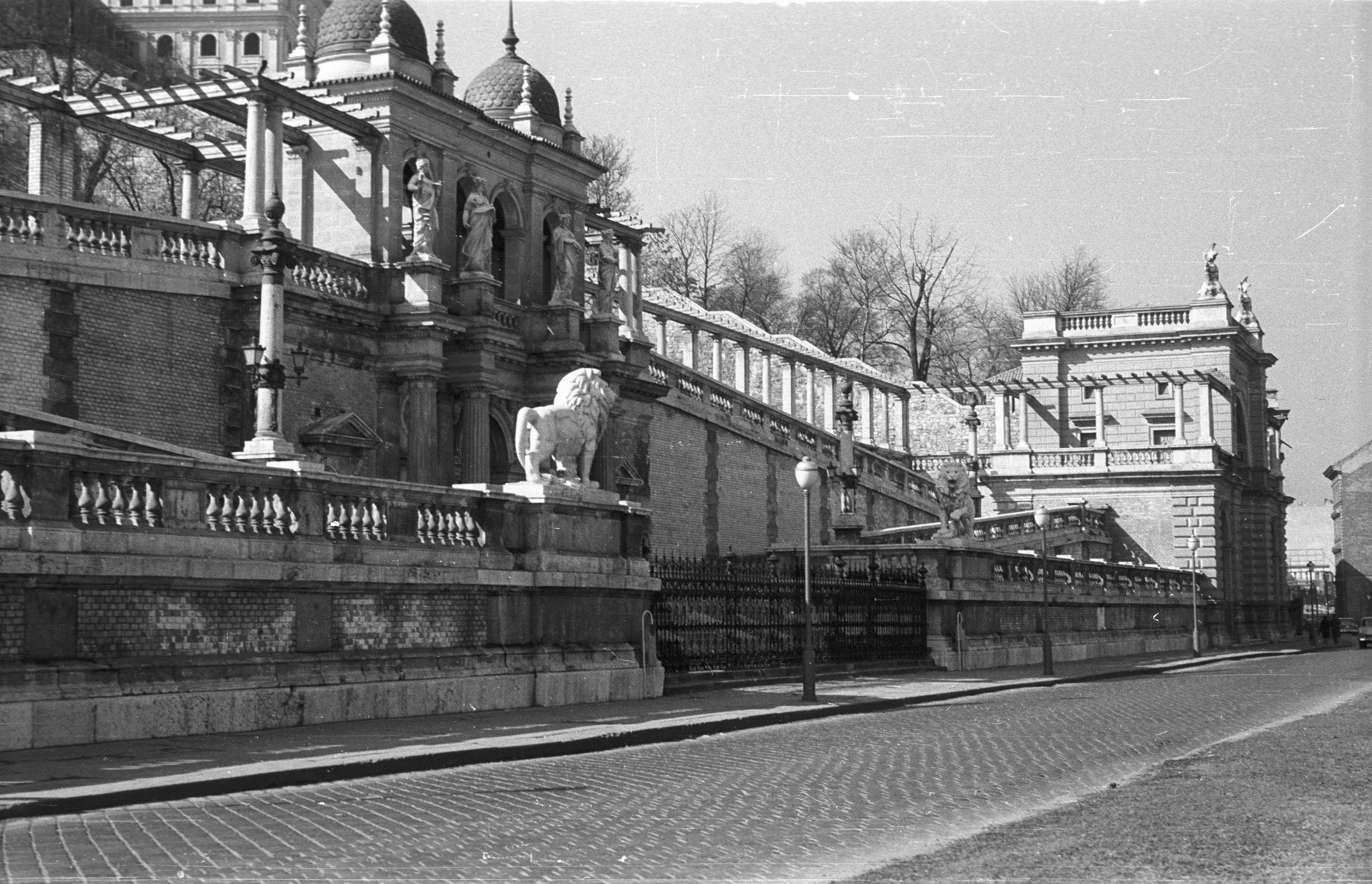
Kompleks w 1963 roku
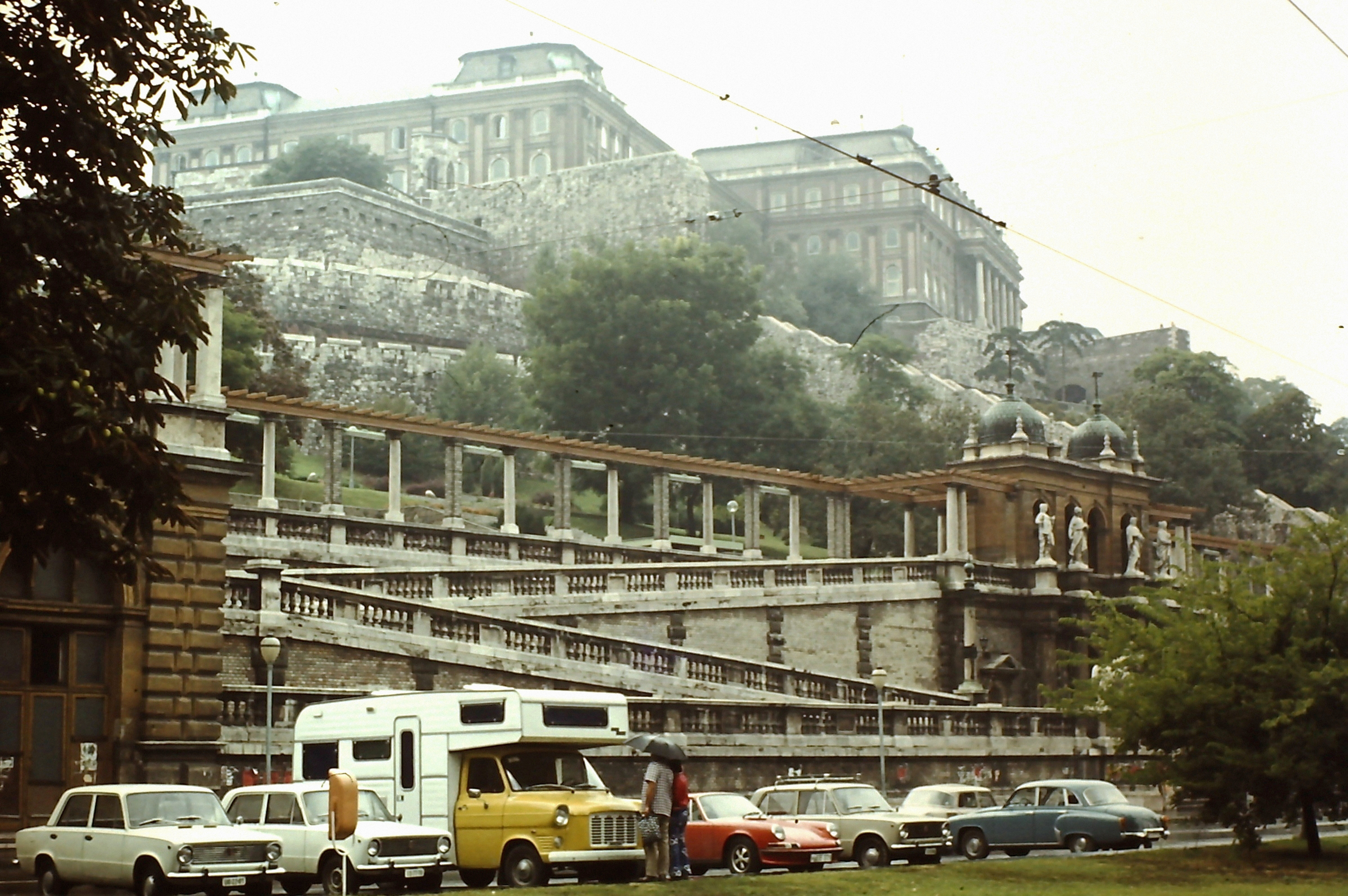
Kompleks w 1975 roku
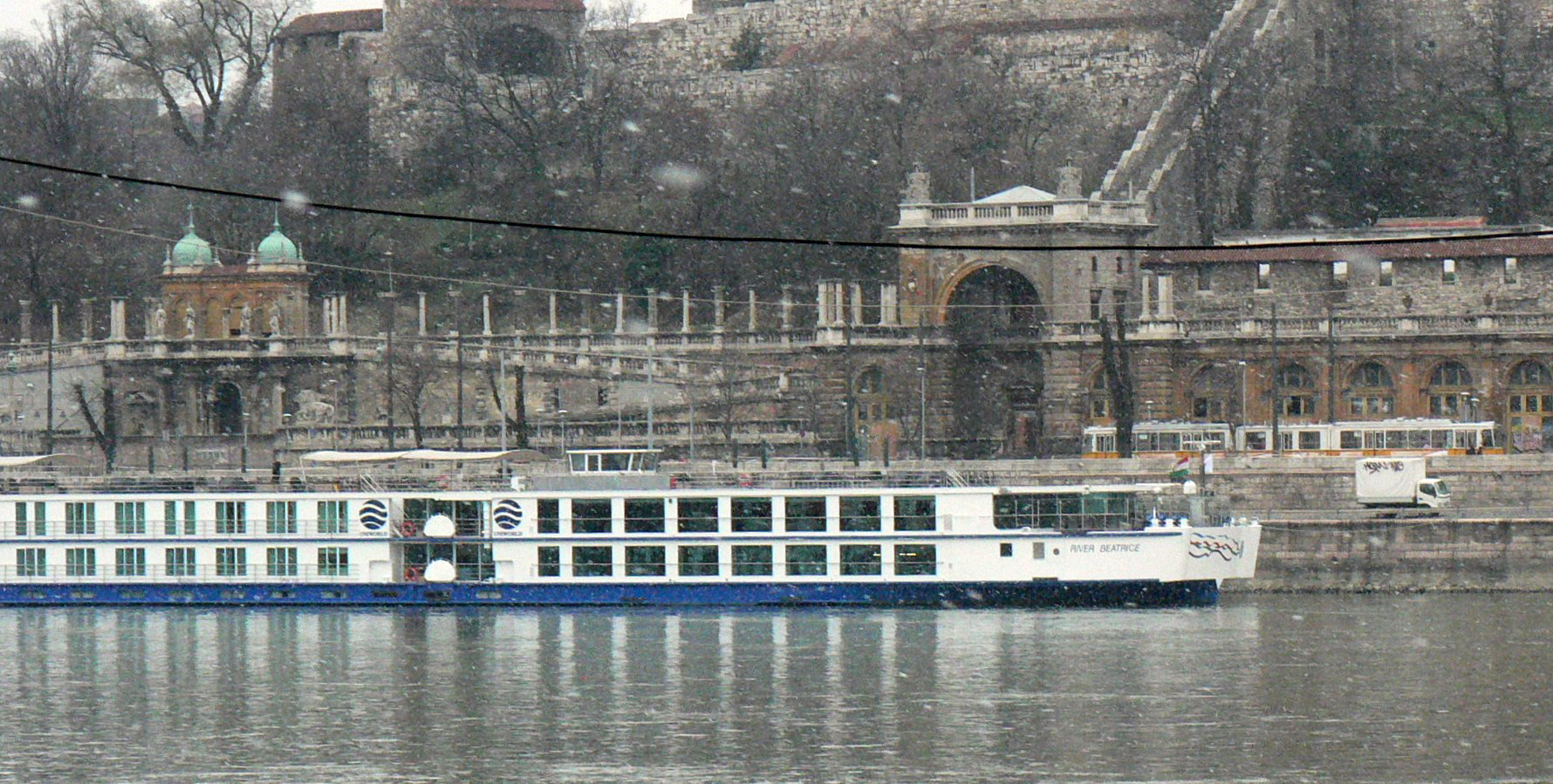
Kompleks w 2009 roku
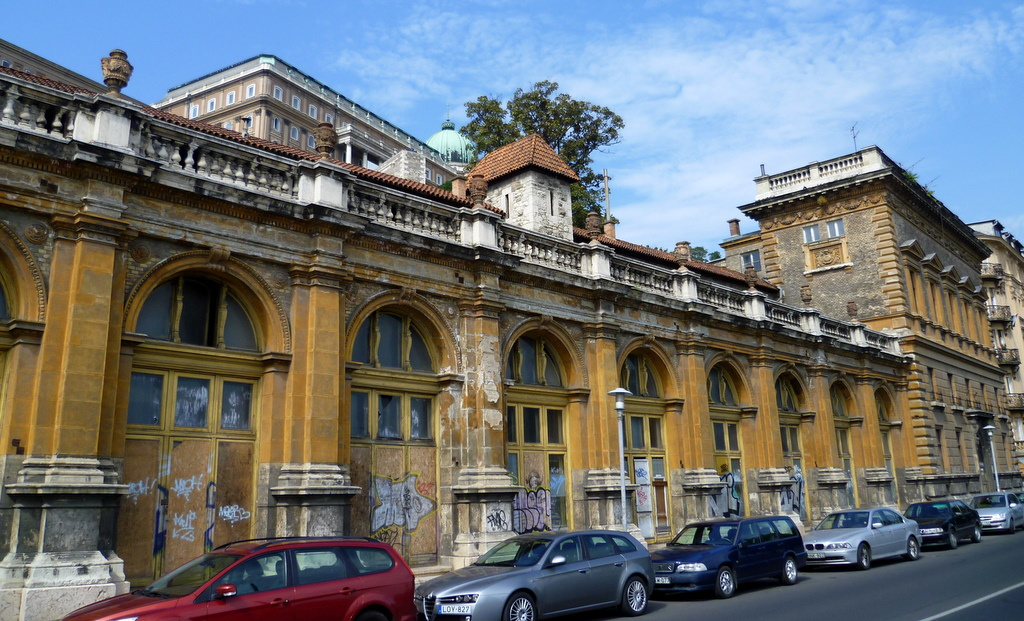
Jeden z obiektów kompleksu w 2010 roku
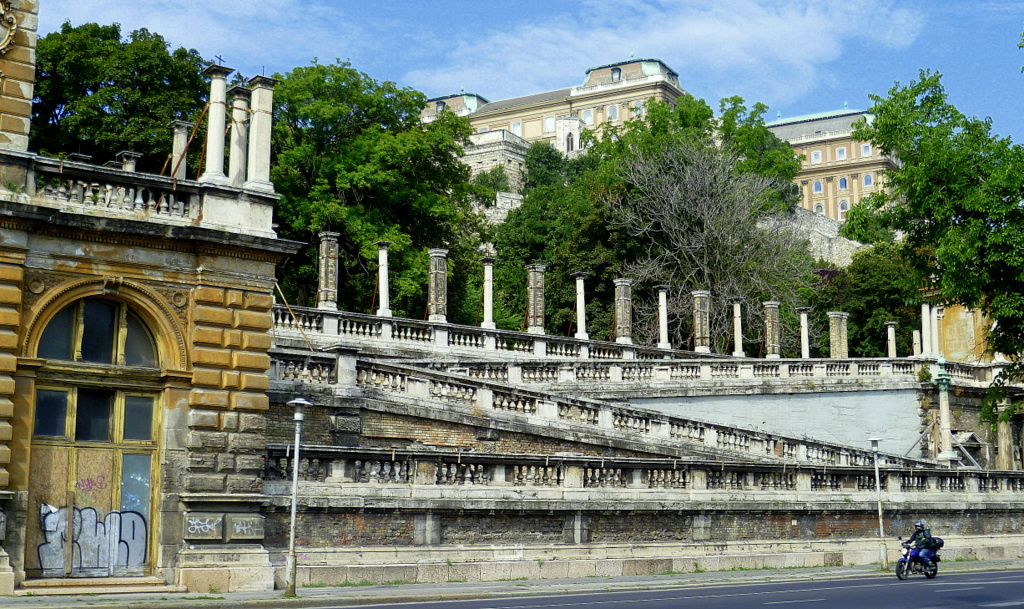
Część kompleksu w 2010 roku
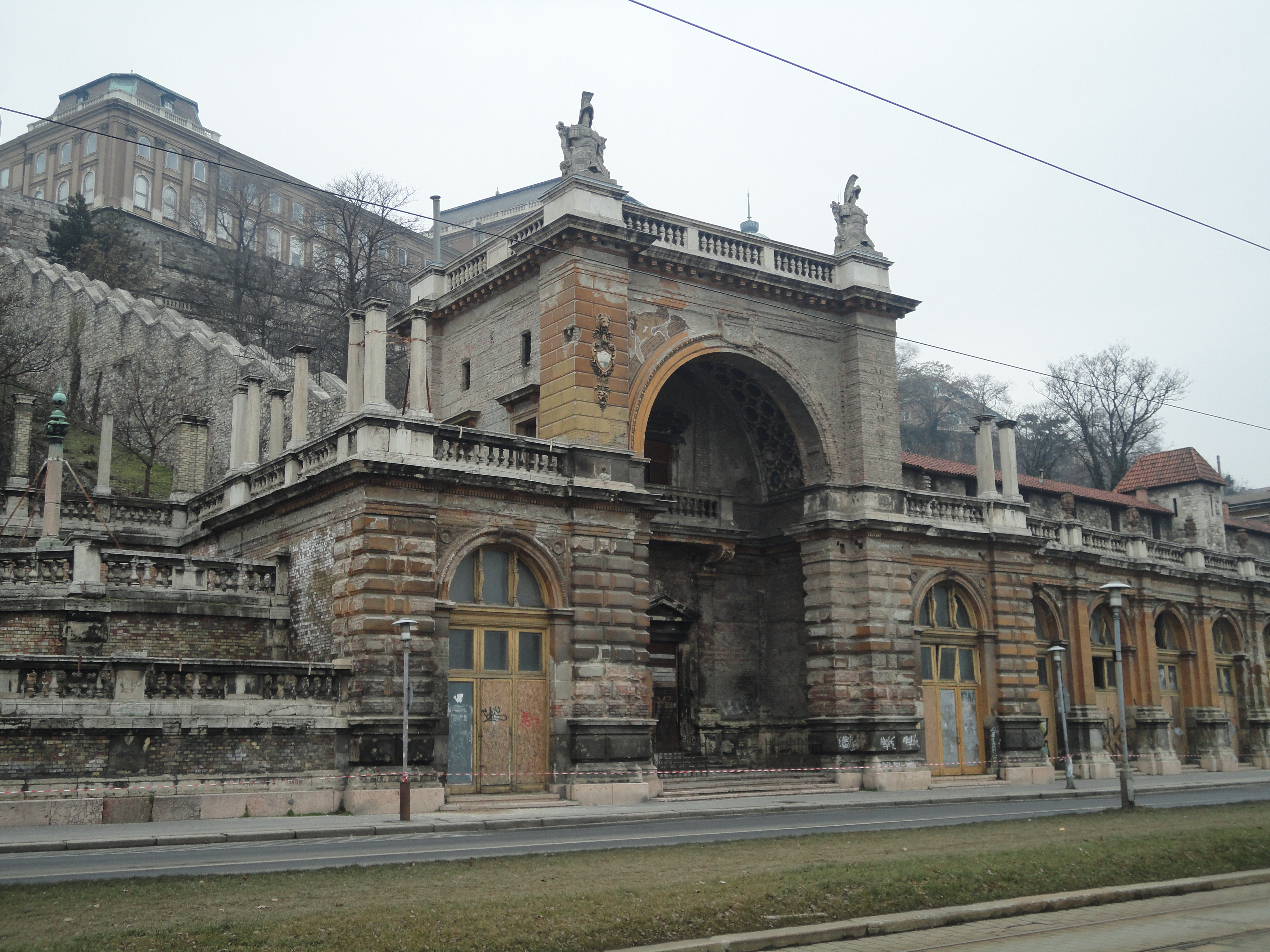
Część kompleksu w 2011 roku
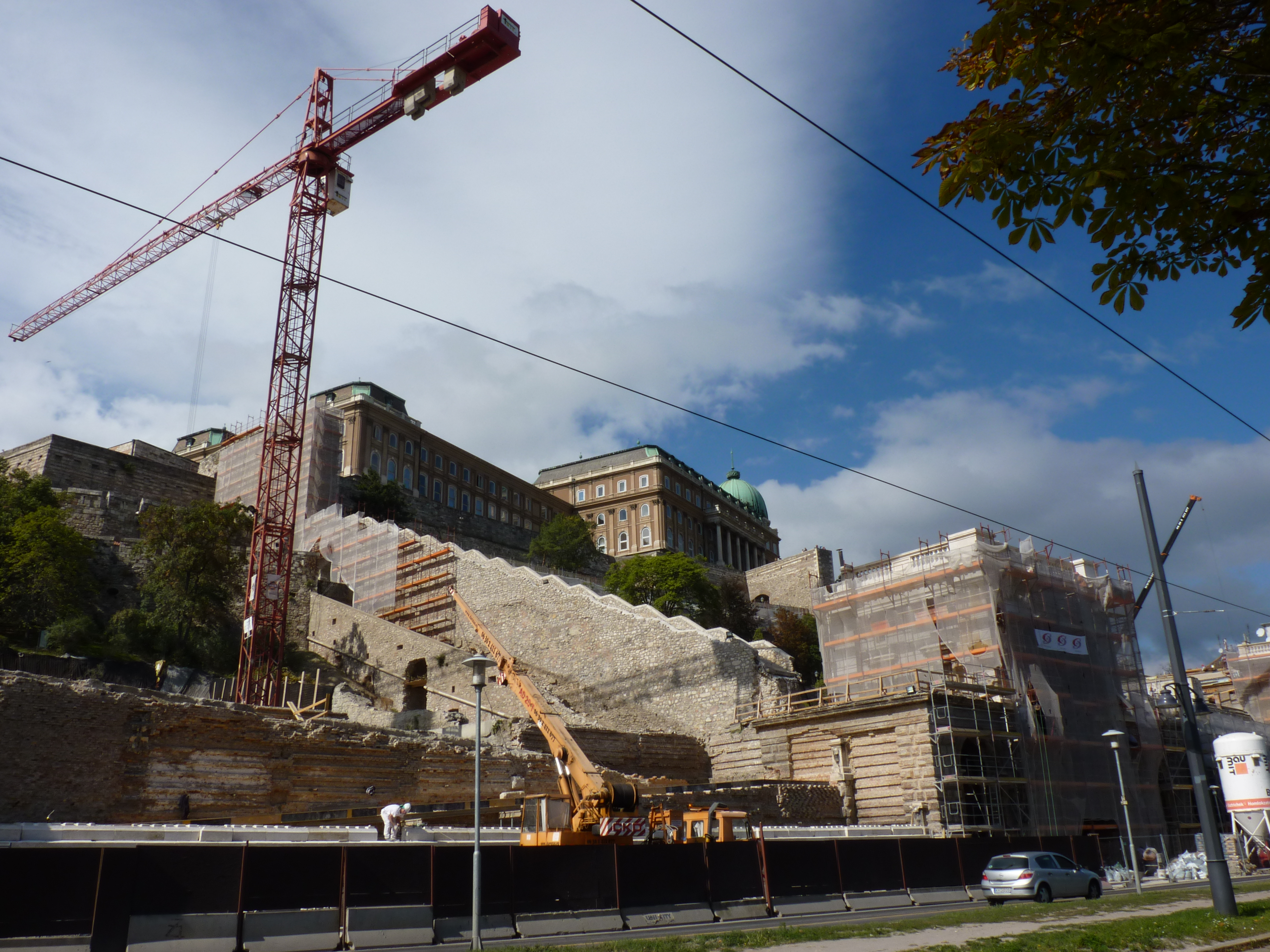
Część kompleksu podczas odbudowy w 2013 roku
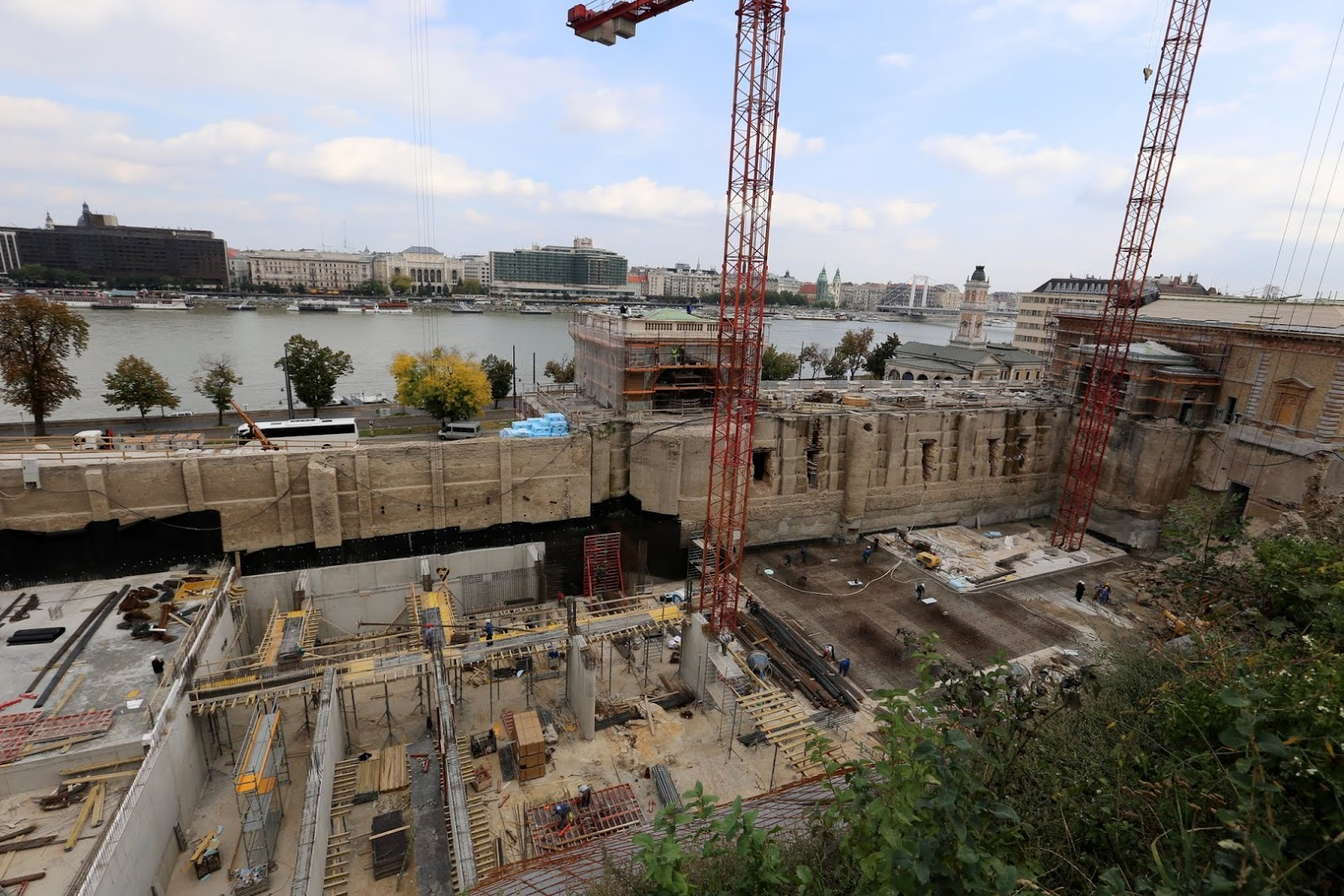
Kompleks podczas odbudowy w 2014 roku
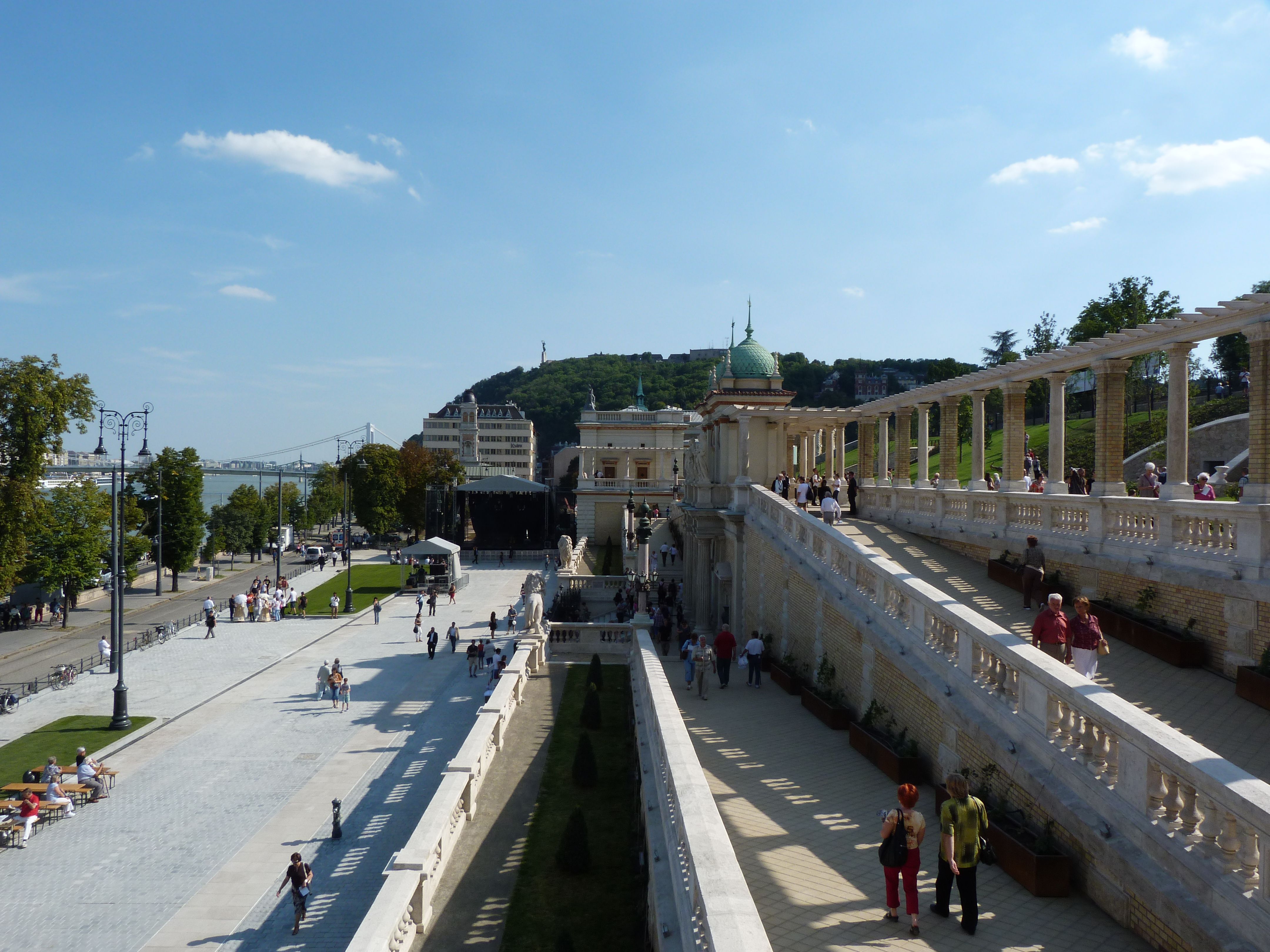
Odbudowany kompleks w 2014 roku
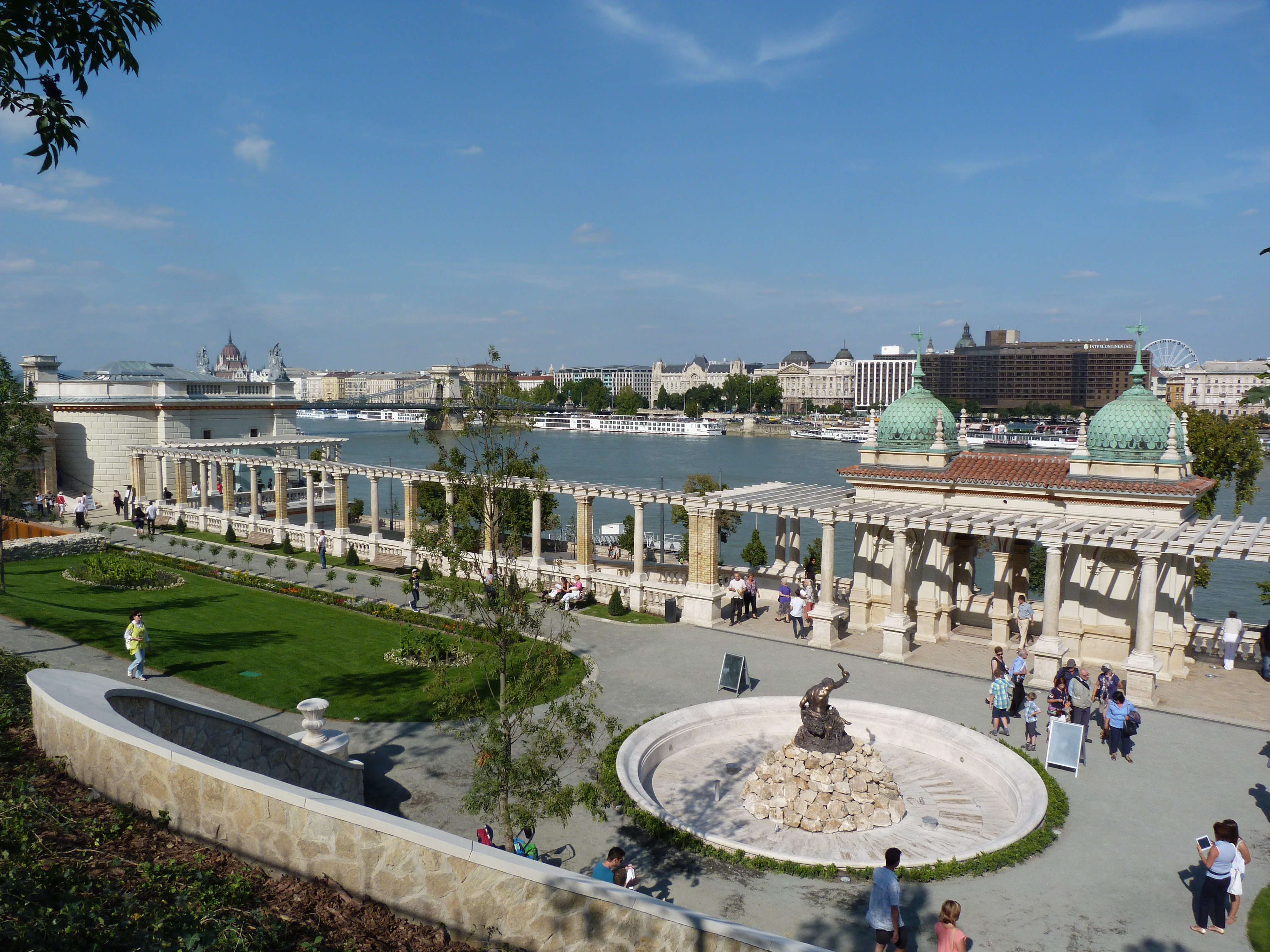
Odbudowany kompleks w 2014 roku
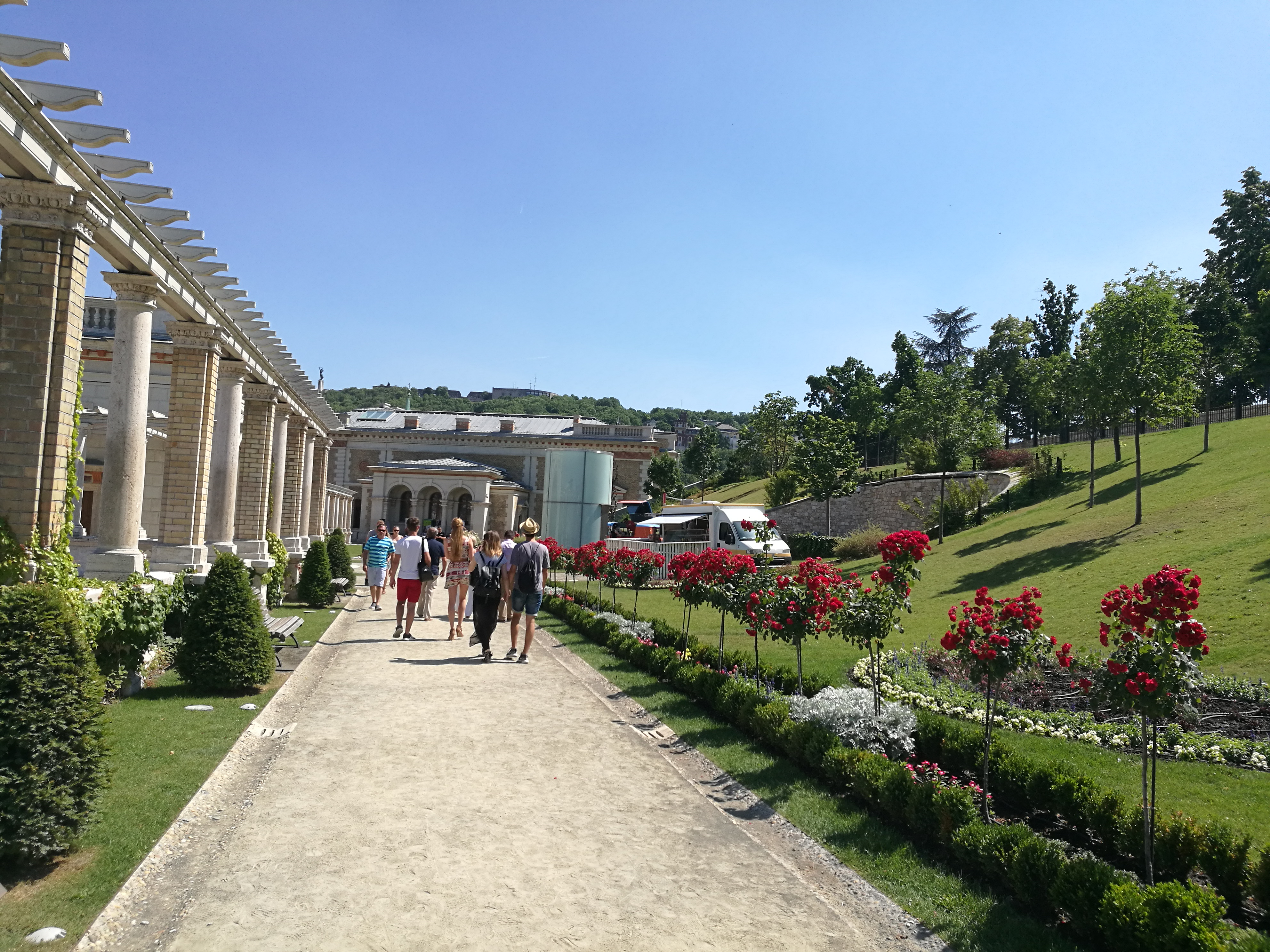
Część parkowa kompleksu w 2017 roku
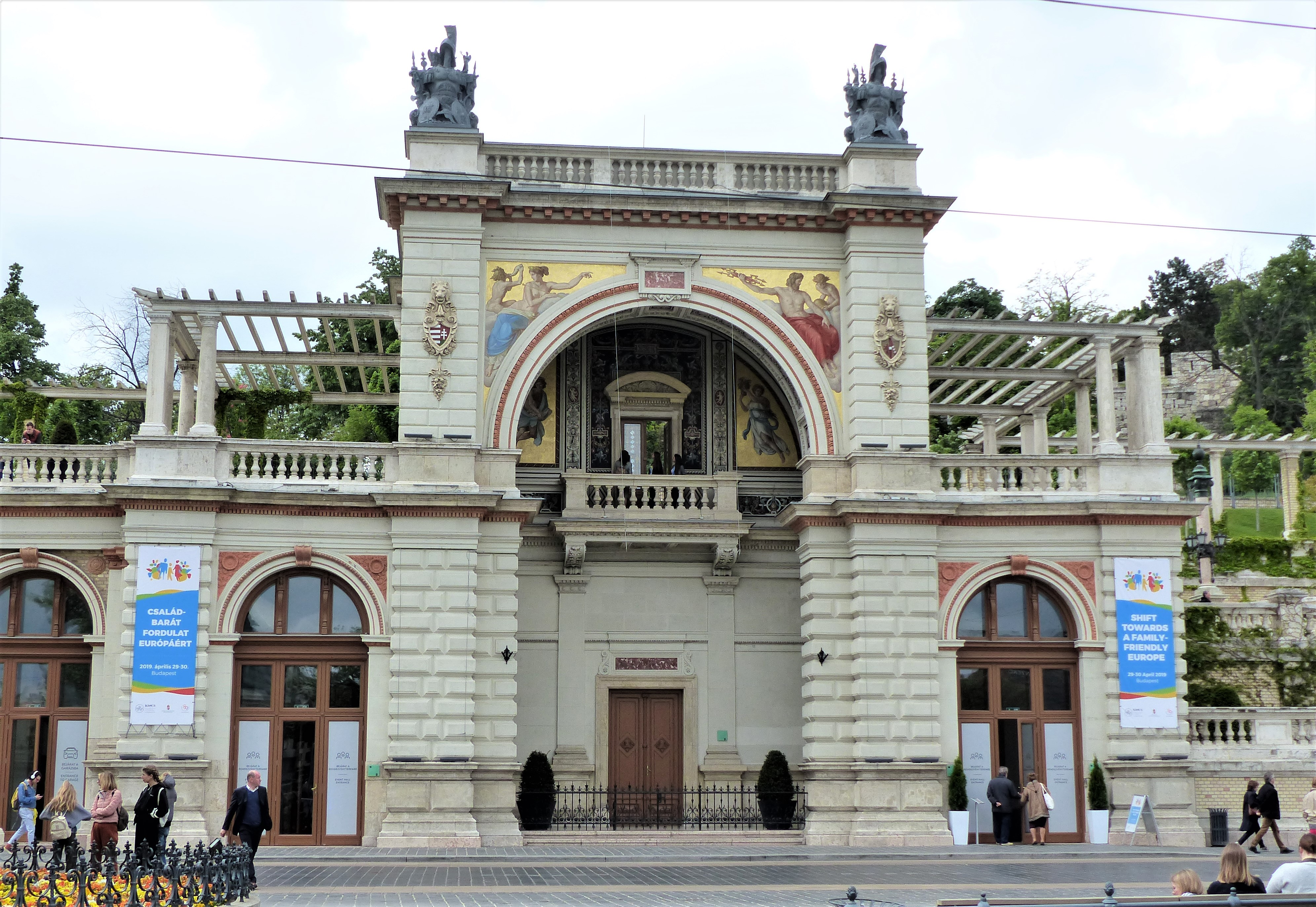
Jeden z obiektów kompleksu w 2019 roku